# Odontopera blaisa
Odontopera blaisa är en fjärilsart som beskrevs av Eugen Wehrli 1936. Odontopera blaisa ingår i släktet Odontopera och familjen mätare. Inga underarter finns listade i Catalogue of Life.